# Jina
Jina（じいな、1982年2月16日 - ）は神奈川県出身の歌手・作詞家・作曲家・司会者・ラジオパーソナリティ。

## 略歴
幼少の頃にクラシックピアノを習うことをきっかけに音楽と出会う 。フォークギターを弾き語る音楽好きな父親の横で幼いころから昭和歌謡を聴いて育つ。15歳の頃から本格的にボーカリストとしての活動を開始する。横浜馬車道を中心に活動を行うなか1st album「わすれるうた」を全国発売。近年ではゲームやCMの歌、作家、番組ナビゲーター、ラジオパーソナリティとしても活動の場を拡げる。

## 提供作品
以下、楽曲製作順に記載
- 『月が欠けたある日の夜の話』、『一人屋』

ゲームソフト『S．L．A．I．-STEEL LANCER ARENA INTERNATIONAL-』挿入歌　(コナミホールディングス）
- 『あわゆめ』

映画『ガール・スパークス』エンディング曲　(ぴあフィルムフェスティバル受賞者石井裕也監督作品）
- 『Eternal Future』

ゲームソフト『ノストラダムスに聞いてみろ♪』エンディング曲　(Navelの姉妹ブランドLime)
- 『心はいつもとなりにいて』

ゲームソフト『プリンセスラバー!』挿入歌　(Ricotta)
- 『SKY GIRL』

テレビ『スカイガール２』OP曲　(サイエンスチャンネル)
同番組に『よるのすみっこ』、『あわゆめ』、『百年帳』を挿入曲として提供。
- 『初恋』

映画『花の袋』(2008年)　挿入歌　(戸田彬弘監督作品)
テレビ『Marvelous Garden～薬草同好会活動日記～』主題歌
- 『光陰の海原』

ゲームソフト『俺たちに翼はない』エンディング曲　(Navle)
- 『「ハニーラボスキンケア」CMソング』

テレビCM『ハニーラボスキンケア』CMソング　　(山田養蜂場、出演 国仲涼子)
- 『Paradise Harmony』

ゲームソフト『俺たちに翼はない』イメージソングアルバム　収録曲　(Navle)
- 『はじまりの風』

テレビ『サイエンスオブアート～金属が芸術になる瞬間～』主題歌　（サイエンスチャンネル）

## 出演番組
- ラジオ番組『jinaのよるのすみっこ』 FM立川（2007年5月 - 9月）　メインパーソナリティ
- ラジオ番組『suono dolce』ニッポン放送（2007年8月 - ）　ゲスト出演
- ラジオ番組『jinaの街のすみっこ』  MEDIA YOKOHAMA（2007年12月）　メインパーソナリティ
- テレビ番組『1230アッと!!ハマランチョ』 テレビ神奈川(tkv)（2009年2月）　ゲスト出演
- テレビ番組『サイエンス・オブ・アート～金属が芸術になる瞬間～』 サイエンスチャンネル（2009年）　メインパーソナリティ